# Bryan De Valck
Bryan De Valck (3 oktober 1995) is een professionele Belgische 3x3 basketbalspeler.

## Carrière
De Valck speelde in de jeugd van BC Grimbergen, Bavi Vilvoorde en Okapi Aalstar. Vanaf 2013 speelde hij voor het tweede team van Antwerp Giants in TD1 waar hij bleef tot 2017. Na vier jaar bij reeksgenoot Gembo Borgerhout maakte hij in 2021 de overstap naar Oxaco Boechout.
De Valck is daarnaast actief in het 3x3-basketbal waar hij speelt voor Team Antwerp. Hij maakte deel uit van de selectie die vierde werd in de finale van de FIBA World Tour in 2021. Hij haalde met Team Belgium een vierde plaats op het WK 3x3 in Antwerpen 2022.
Met ingang van 1 augustus 2022 kreeg hij een profcontract als 3x3 speler bij Topsport Vlaanderen met het oog op de olympische spelen in Parijs in 2024. Hierdoor stopte hij met 5x5 basketbal.

## Erelijst 3x3
- 2021: 4e WT Jeddah Finale
- 2022: 4e WK Antwerp
- 2022:  WT Debrecen
- 2022:  WT Cebu
- 2022: 4e WT Abu Dhabi Final
- 2023:  Europese Spelen
- 2023:  WT Lausanne
- 2023:  WT Jeddah Finale
- Belgisch kampioen: 2020, 2021, 2022, 2023